# Venturi Automobiles
Venturi Automobiles é uma fabricante francesa de carros fundada em 1987 pelos franceses Claude Poiraud e Gérard Godfroy, que no início foi no momeada com o nome de MVS (Manufacture de Voitures de Sport).

## Lista de modelos

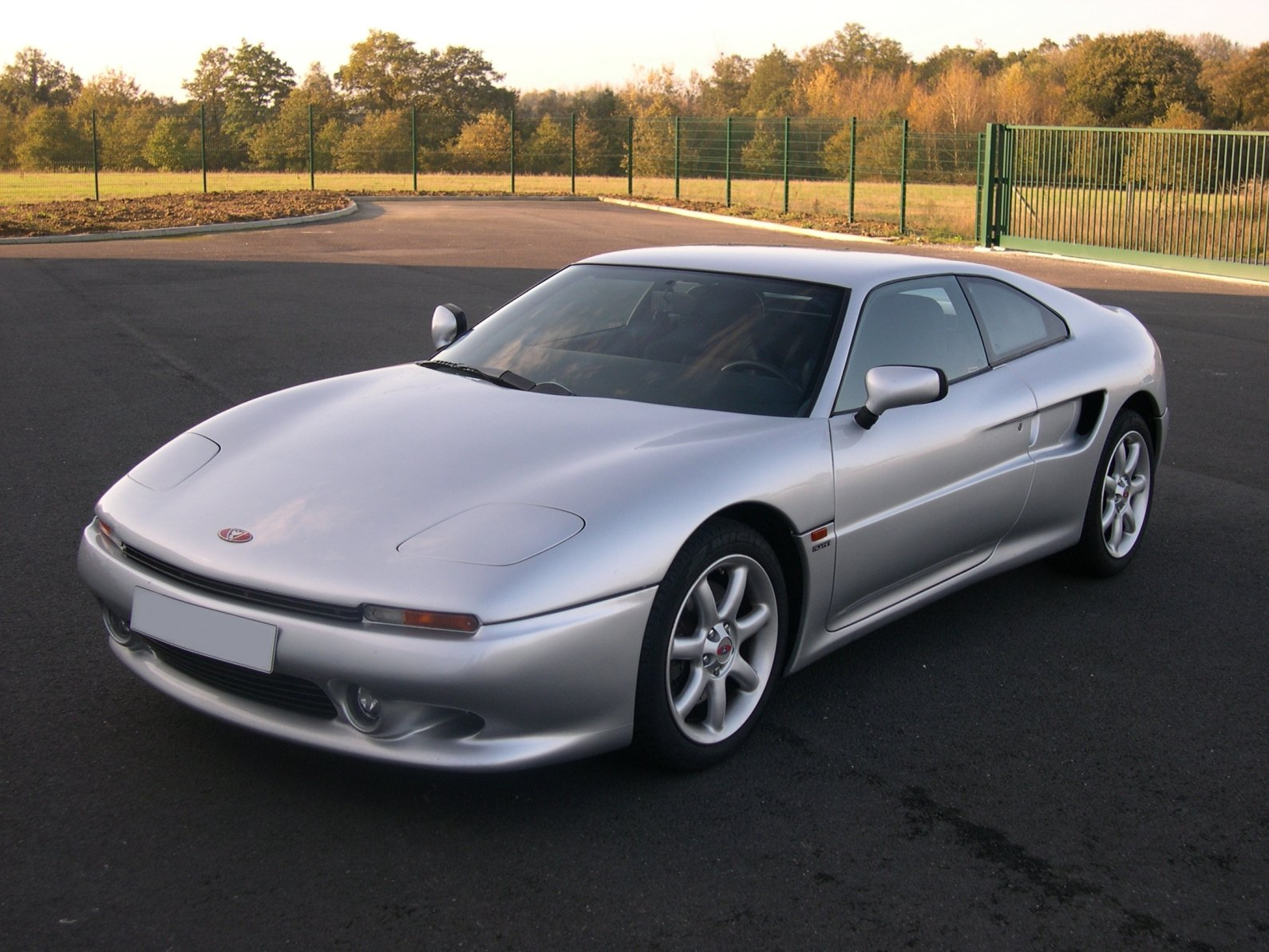
Venturi 300 Atlantique em 1998

- MVS Venturi
- Venturi Atlantique
- Venturi 400 GT
- Venturi Fétish
- Venturi Eclectic
- Venturi Astrolab
- Venturi Volage[2][3][4]

## Resultados em competições

### Fórmula 1
| Ano  | Equipe                         | Motor(es)       | Pneus | Pilotos         | 1   | 2   | 3   | 4   | 5   | 6   | 7   | 8   | 9   | 10  | 11  | 12  | 13  | 14  | 15  | 16  | Pontos | Pos. |
| ---- | ------------------------------ | --------------- | ----- | --------------- | --- | --- | --- | --- | --- | --- | --- | --- | --- | --- | --- | --- | --- | --- | --- | --- | ------ | ---- |
| 1992 | Central Park Venturi Larrousse | Lamborghini V12 | G     |                 | RSA | MEX | BRA | ESP | SMR | MON | CAN | FRA | GBR | GER | HUN | BEL | ITA | POR | JPN | AUS | 1      | 11º  |
| 1992 | Central Park Venturi Larrousse | Lamborghini V12 | G     | Bertrand Gachot | Ret | 11  | Ret | Ret | Ret | 6   | DSQ | Ret | Ret | 14  | Ret | 18  | Ret | Ret | Ret | Ret | 1      | 11º  |
| 1992 | Central Park Venturi Larrousse | Lamborghini V12 | G     | Ukyo Katayama   | 12  | 12  | 9   | DNQ | Ret | DNQ | Ret | Ret | Ret | Ret | Ret | 17  | 9   | Ret | 11  | Ret | 1      | 11º  |